# Мауро Роман
Мауро Роман (італ. Mauro Roman, 27 березня 1954) — італійський вершник.
Срібний призер Олімпійських Ігор 1980 року в командному триборстві.